# Beaumontois-en-Périgord
Beaumontois-en-Périgord es una comuna nueva francesa situada en el departamento de Dordoña, de la región de Nueva Aquitania.

## Historia
Fue creada el 1 de enero de 2016, en aplicación de una resolución del prefecto de Dordoña de 29 de diciembre de 2015 con la unión de las comunas de Beaumont-du-Périgord, Labouquerie, Nojals-et-Clotte y Sainte-Sabine-Born, pasando a estar el ayuntamiento en la antigua comuna de Beaumont-du-Périgord.

## Demografía
| Gráfica de evolución demográfica de Beaumontois-en-Périgord entre 1800 y 2013 |
|                                                                               |

Los datos entre 1800 y 2013 son el resultado de sumar los parciales de las cuatro comunas que forman la nueva comuna de Beaumontois-en-Périgord, cuyos datos se han cogido de 1800 a 1999 (o a 2006 según corresponda), para las comunas de Beaumont-du-Périgord, Labouquerie, Nojals-et-Clotte y Sainte-Sabine-Born de la página francesa EHESS/Cassini. Los demás datos se han cogido de la página del INSEE.

## Composición
| Comuna delegada      | Código INSEE | Población (2013) | Superficie (km²) | Densidad (hab./km²) |
| -------------------- | ------------ | ---------------- | ---------------- | ------------------- |
| Beaumont-du-Périgord | 24028        | 1090             | 24.18            | 45                  |
| Labouquerie          | 24219        | 238              | 10.76            | 22                  |
| Nojals-et-Clotte     | 24310        | 219              | 13.80            | 16                  |
| Sainte-Sabine-Born   | 24497        | 385              | 23.97            | 16                  |